# Delobius correai
Delobius correai är en mångfotingart som beskrevs av Chamberlin 1943. Delobius correai ingår i släktet Delobius och familjen stenkrypare. Inga underarter finns listade i Catalogue of Life.